# Coppa di Serbia (pallavolo maschile)
La Coppa di Serbia è una competizione pallavolistica per squadre di club serbe maschili, organizzata con cadenza annuale dalla OSS.

## Edizioni
| Edizione         | Edizione          | Podio               | Podio     | Podio               |
| Anno             | Sede della finale | Campione            | Risultato | Finalista           |
| ---------------- | ----------------- | ------------------- | --------- | ------------------- |
| 2006-07 Dettagli | Novi Sad          | Vojvodina           | 3 - 0     | Mladi Radnik        |
| 2007-08 Dettagli | Kragujevac        | Radnički Kragujevac | 3 - 0     | Ribnica             |
| 2008-09 Dettagli | Novi Sad          | Stella Rossa        | 3 - 2     | Radnički Kragujevac |
| 2009-10 Dettagli | Novi Sad          | Vojvodina           | 3 - 0     | Radnički Kragujevac |
| 2010-11 Dettagli | Belgrado          | Stella Rossa        | 3 - 0     | Partizan            |
| 2011-12 Dettagli | Novi Sad          | Vojvodina           | 3 - 1     | Mladi Radnik        |
| 2012-13 Dettagli | Novi Pazar        | Stella Rossa        | 3 - 1     | Radnički Kragujevac |
| 2013-14 Dettagli | Kraljevo          | Stella Rossa        | 3 - 0     | Ribnica             |
| 2014-15 Dettagli | Novi Sad          | Vojvodina           | 3 - 1     | Partizan            |
| 2015-16 Dettagli | Požarevac         | Stella Rossa        | 3 - 0     | Mladi Radnik        |
| 2016-17 Dettagli | Novi Pazar        | Novi Pazar          | 3 - 0     | Vojvodina           |
| 2017-18 Dettagli | Lajkovac          | Novi Pazar          | 3 - 0     | Stella Rossa        |
| 2018-19 Dettagli | Lajkovac          | Stella Rossa        | 3 - 0     | Radnički Kragujevac |
| 2019-20 Dettagli | Ub                | Vojvodina           | 3 - 1     | Partizan            |
| 2020-21 Dettagli | Vrnjačka Banja    | Ribnica             | 3 - 1     | Radnički Kragujevac |
| 2021-22 Dettagli | Lajkovac          | Partizan            | 3 - 1     | Mladi Radnik        |
| 2022-23 Dettagli | Ub                | Partizan            | 3 - 2     | Vojvodina           |
| 2023-24 Dettagli | Obrenovac         | Vojvodina           | 3 - 1     | Mladi Radnik        |
| 2024-25 Dettagli | Kragujevac        | Radnički Kragujevac | 3 - 0     | Partizan            |

## Palmarès
| Squadra             | Titolo | Edizione                                             |
| ------------------- | ------ | ---------------------------------------------------- |
| Vojvodina           | 6      | 2006-07, 2009-10, 2011-12, 2014-15, 2019-20, 2023-24 |
| Stella Rossa        | 6      | 2008-09, 2010-11, 2012-13, 2013-14, 2015-16, 2018-19 |
| Radnički Kragujevac | 2      | 2007-08, 2024-25                                     |
| Novi Pazar          | 2      | 2016-17, 2017-18                                     |
| Partizan            | 2      | 2021-22, 2022-23                                     |
| Ribnica             | 1      | 2020-21                                              |